# ليلى بحسين
ليلى بحسين هي روائية وكاتبة قصة قصيرة و تحمل  جنسية مزدوجة مغربية و فرنسية [. و قد حازت على جائزة البحر الأبيض المتوسط سنة 2019 عن روايتها الأولى السماء تحت أقدامنا,.

## سيرتها
ولدت ليلى بحسين في سلا بالمغرب ، وانتقلت عائلتها إلى مراكش عندما بلغت الثامنة من عمرها. وهي حفيدة مينا بحسين (1924-2011)، وهي امرأة أمية اشتهرت بنضالها  المدني  في مدينة سلا و التي تكرمها سنويا لاشتغالها  في مجال الوساطة الاجتماعية.
تخرجت ليلى بحسين من المعهد العالي للتجارة وإدارة الأعمال. وحصلت في فرنسا على الماجستير 2 من معهد إدارة الأعمال حيث تخرجت منه الأولى على دفعتها.
و مارست مهنا متنوعة أبرزها مديرة الموارد البشرية ثم مديرة وكالة اتصالات في بيزانسون حيث تقيم،  وهي أيضا  تدرِّس الكتابة الإبداعية في الجامعة.

## مسيرتها الادبية
شرعت  ليلى بحسين في الكتابة ونشر القصص القصيرة بداية  سنة  2011 في المجلة الأدبية المغربية ثم في مجلة أبوليه التابعة لدار نشر زولما ، والتي يديرها الكاتب هوبير حداد.
و صدرت روايتها الأولى السماء تحت أقدامنا ، عن دار النشر ألبين ميشيل سنة 2019. وقد تم اختيار الرواية ضمن القائمة القصيرة لعشرة جوائز تقريبا، بما في ذلك جائزة تلفزيون فرنسا و فازت بجائزة البحر الأبيض المتوسط عن روايتها  الأولى في سنة 2019 وكذلك جائزة الكتاب الأوروبي والمتوسطي عام 2020، ،.
و نشرت روايتها الثانية "نظرية الباذنجان" في مارس 2021، عن دار ألبين ميشيل. وقد خصص لها برنامج "28 دقيقة" حلقة بعنوان "الشاهد الدولي الكبير"  حيث بُثت على قناة آرتي في 29 أبريل 2021.
و تتم دعوتها بانتظام للتحدث  في العديد من  المؤتمرات. و قدمت محاضرة رئيسية بعنوان اللغة الفرنسية أداة للرد على الهيمنة. خلال مؤتمر 2022 لـ APFUCC (رابطة أساتذة اللغة الفرنسية في الجامعات والكليات الكندية)،.

## التزامات
تعمل ليلى بحسين في المجال الجمعوي سواء في المغرب أوفرنسا،. وهي مُؤَسِّسَة ونائبة رئيس جمعية الزيتون التي تنشط في محو الأمية لدى عدة مئات من النساء في منطقة مراكش كل عام منذ سنة 2009. و في فرنسا، تُعد ليلى بحسين من بين أعضاء مجلس إدارة المجموعة الاقتصادية والتضامنية INTERMED.

## جوائزها الأدبية
- جائزة البحر الأبيض المتوسط للرواية الأولى2019[12]
- جائزة الكتاب الأوروبي والمتوسطي 2020[13]
- جائزة قراء مكتبة جان غروجان لعام 2019[13]

## اختيار
- جائزة التلفزيون الفرنسي 2019 [5]
- جائزة الأدب العربي 2019 [14] و 2021 [15]
- جائزة أرغانييه لتلاميذ المدارس الثانوية الفرنسية بالمغرب 2019 [16]
- الجائزة الأدبية لأخوات المحبة لعام 2019 [17]
- جائزة كازيز - براسيري ليب 2019 [18]
- جائزة المسافرين المذهلين لغرب فرنسا لعام 2019 [19]
- جائزة سنجور 2019 [20]

## أعمال

### روايات
- Bahsaïn، Leïla (2019). Le ciel sous nos pas: roman. Albin Michel. ISBN:978-2-226-43804-1. اطلع عليه بتاريخ 2024-05-30.
- Bahsaïn, Leïla (2021). La théorie des aubergines (بالفرنسية). Paris: Albin Michel. p. 250. ISBN:978-2-226-45849-0. Retrieved 2024-01-30.
- Bahsaïn, Leïla (2024). Ce que je sais de monsieur Jacques (بالفرنسية). Paris: Albin Michel. p. 224. ISBN:978-2-226-49176-3. Retrieved 2024-01-30.

### شباب
- collectif (2020). Léa (بالفرنسية). Genève: Okama.